# Triaenodes anomalus
Triaenodes anomalus är en nattsländeart som beskrevs av Oliver S. Flint Jr. 1967. Triaenodes anomalus ingår i släktet Triaenodes och familjen långhornssländor. Inga underarter finns listade i Catalogue of Life.